# Liolaemus monticola
Espèce
Statut de conservation UICN

 LC  : Préoccupation mineure
Liolaemus monticola est une espèce de sauriens de la famille des Liolaemidae.

## Répartition
Cette espèce est endémique du Chili. Elle se rencontre dans les régions du Biobío et d'Araucanie. On la trouve entre 320 et 2 200 m d'altitude.

## Description
C'est un saurien ovipare.

## Liste des sous-espèces
Selon The Reptile Database (1 mars 2012) :
- Liolaemus monticola monticola Müller & Hellmich, 1932
- Liolaemus monticola villaricensis Müller & Hellmich, 1932

## Étymologie
Le nom spécifique monticola vient du latin monticola, « habitant des montagnes », en référence à la distribution de ce saurien.

## Publication originale
- Müller & Hellmich, 1932 : Beiträge zur Kenntnis der Herpetofauna Chiles. IV. Liolaemus monticola, ein weiterer neuer Rassenkries aus den Hochanden Chiles. Zoologischer Anzeiger, vol. 99, p. 177-192.